# 唐津市立相知小学校
唐津市立相知小学校（からつしりつおうちしょうがっこう）とは、佐賀県唐津市相知町相知にある市立の小学校。

## 概要
歴史
1875年（明治8年）に「相知小学」として創立。数回の改編・改称を経て、現校名になったのは2005年（平成17年）。2025年（令和7年）には創立150周年を迎える。

校歌
1955年（昭和30年）に制定。歌詞は3番まであり、校名は歌詞中に登場しない。
校区
住所表記で「唐津市相知町」の後に「相知、中山、牟田部、山崎、久保、千束、平山上、平山下、佐里、横枕、湯屋、田頭、楠、町切、長部田、鷹取」が続く区域。中学校区は唐津市立相知中学校。

## 沿革
- 1875年（明治8年） - 「相知小学」が創立。初代校長は堀江成博。熊野神社拝殿とコモリ堂を教室とする。下等科・上等科を設置。
- 1877年（明治10年）2月 - 大河内禎助所有の倉庫を改修し、仮校舎とする。
- 1878年（明治11年）
  - 8月 - 相知90番地（旧役場所在地）に校舎を新築。
  - この年 - 田頭小学校を統合の上、田頭分校とする。
- 1881年（明治14年）4月 - 牟田部分校と佐里分校を設置。
- 1883年（明治16年）- 教育令の施行により、初等科と中等科を教授。
- 1885年（明治18年）4月19日 - 田頭分校が隣村（岩屋村）の岩屋小学校との統合により、東川小学校として分離・独立[2]。
- 1887年（明治20年）4月 - 前年の小学校令の施行により、「尋常相知小学校」と「高等相知小学校」が設置される。 尋常科は4年制で義務制であった。
- 1888年（明治21年）- 松尾平九郎所有の酒倉庫（旧役場より東側全部）を仮校舎とする。
- 1889年（明治22年）- 東川小学校を統合の上、東川分校とする。
- 1890年（明治23年）8月 - 校舎を増築。
- 1891年（明治24年）11月 -「尋常相知小学校」となる。
- 1892年（明治25年）
  - 3月4日 - 「相知尋常小学校」に改称。補習科を設置。
  - 4月 - 牟田部分校と東川分校がそれぞれ、牟田部尋常小学校・田頭尋常小学校として分離・独立。
- 1893年（明治26年）4月 - 高等科（4年制）を併置の上、「相知尋常高等小学校」に改称。2階建て瓦葺き校舎が完成。
- 1898年（明治31年）
  - 4月1日 - 佐里尋常小学校と牟田部尋常小学校を統合の上、尋常科3年生までを収容する分校（佐里分校・牟田部分校）とする。
  - 6月15日 - 相知字長尾（現在地）に移転。
- 1899年（明治32年）10月 - 天徳山旧競馬場に瓦葺き平屋建て校舎3棟が完成。佐里分教場が佐里尋常小学校として分離・独立。
- 1900年（明治33年）8月19日 - 旧・牟田部炭鉱私立小学校[3]跡地に牟田部炭鉱分校を設置（牟田部分校とは別）。
- 1901年（明治34年）
  - 4月1日 - 牟田部分校を牟田部分教場とする。佐里尋常小学校を統合の上、佐里分教場とする。
  - 6月22日 - 高等科教科分教場の設置が認可される。校舎は当面の間、村役場2階を借用[4]
- 1902年（明治35年）4月 - 相知実業補習学校を併設。
- 1903年（明治36年）2月17日 - 学級増加のため、熊野神社拝殿・中山日子神社（彦山神社）拝殿を仮教場として、「相知仮教場」（高等科第1学級第1学年男子46名）・「中山仮教場」（高等科第2学級第1学年男子43名）を設置。
- 1906年（明治39年）
  - 4月 - 辺保木天満宮拝殿（現・上園公民館）を仮分教場とする。
  - この年 - 相知炭鉱が独自で「私立和田山尋常高等小学校」の設立を決定する。
- 1907年（明治40年）10月30日 - 中園1525番地に仮分教場設置の認可が下りる。
- 1908年（明治41年）4月1日 - 私立和田山尋常小学校[5]へ206名の児童が転出。これにより高等科分教場の仮教場を廃止。また改正小学校令により、尋常科を6年、高等科を3年とする。
- 1909年（明治42年）- 牟田部炭鉱分教場[6]を和田山尋常高等小学校へ移管。
- 1914年（大正3年）4月- 女子実業補習学校を併設。
- 1919年（大正8年）4月- 男子実業補習学校を併設。
- 1922年（大正11年）4月 - 佐里分教場を6年制、牟田部分教場を4年制とする。
- 1925年（大正14年）3月 - 運動場を拡張。
- 1928年（昭和3年）4月 - 併設の青年訓練所充当相知実業補習学校が相知公民学校に改称。
- 1929年（昭和4年）4月1日 - 佐里分教場が分離の上、佐里尋常小学校として独立。
- 1931年（昭和6年）4月 - 貧困児童を対象に給食を開始。
- 1932年（昭和7年）
  - 4月 - 高等科を廃止の上、「相知尋常小学校」に改称[7]。
  - 10月 - 校舎の大改築を行う。
- 1935年（昭和10年）9月1日 - 相知村が町制施行で相知町となる。
- 1941年（昭和16年）4月1日 - 国民学校令の施行により、「相知国民学校」に改称。尋常科を初等科に改める。
- 1947年（昭和22年）4月1日 - 学制改革により、国民学校初等科は「相知町立相知小学校」に改組される。
- 1952年（昭和27年）4月 - 管理棟を改築。
- 1953年（昭和28年）6月 - 特殊学級を開設。
- 1955年（昭和30年）- 創立80周年を記念し、新校舎が完成。校旗・校歌を制定。
- 1956年（昭和31年）4月 - 促進学級を開設。
- 1958年（昭和33年）1月 - 完全給食を開始。
- 1969年（昭和44年）- プールが完成。
- 1971年（昭和46年）
  - 9月 - 給食センターの完成により、センターからの配送方式に変更。
  - 11月 - 新グラウンドが完成。
- 1972年（昭和47年）3月 - 焼物窯部屋を設置。
- 1975年（昭和50年）11月 - 創立100周年記念式典を挙行。
- 1977年（昭和52年）3月31日 - 牟田部分校を廃止。
- 1981年（昭和56年）- 鉄筋コンクリート造2階建の新校舎が完成。
- 2003年（平成15年）4月1日 - 相知町立佐里小学校と相知町立平山小学校を統合。
- 2004年（平成16年）4月 - 文部科学省委嘱「地域ぐるみの学校安全モデル事業校」に指定される。
- 2005年（平成17年）1月1日 - 市町合併により、「唐津市立相知小学校」（現校名）に改称。
- 2010年（平成22年）4月1日 - 唐津市立田頭小学校を統合。

牟田部分校（むたべ）

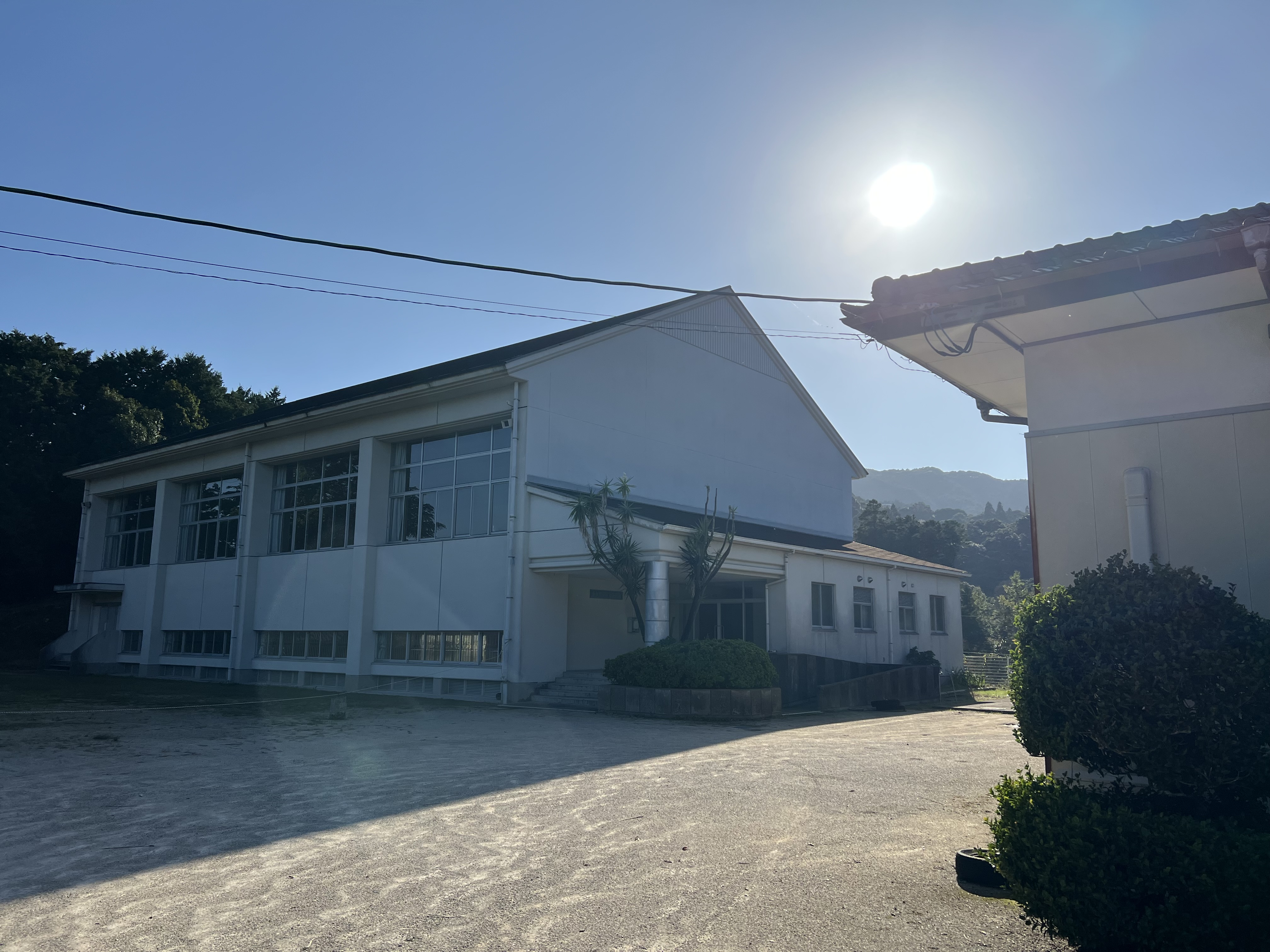
旧・牟田部分校跡
現・唐津市牟田部体育館

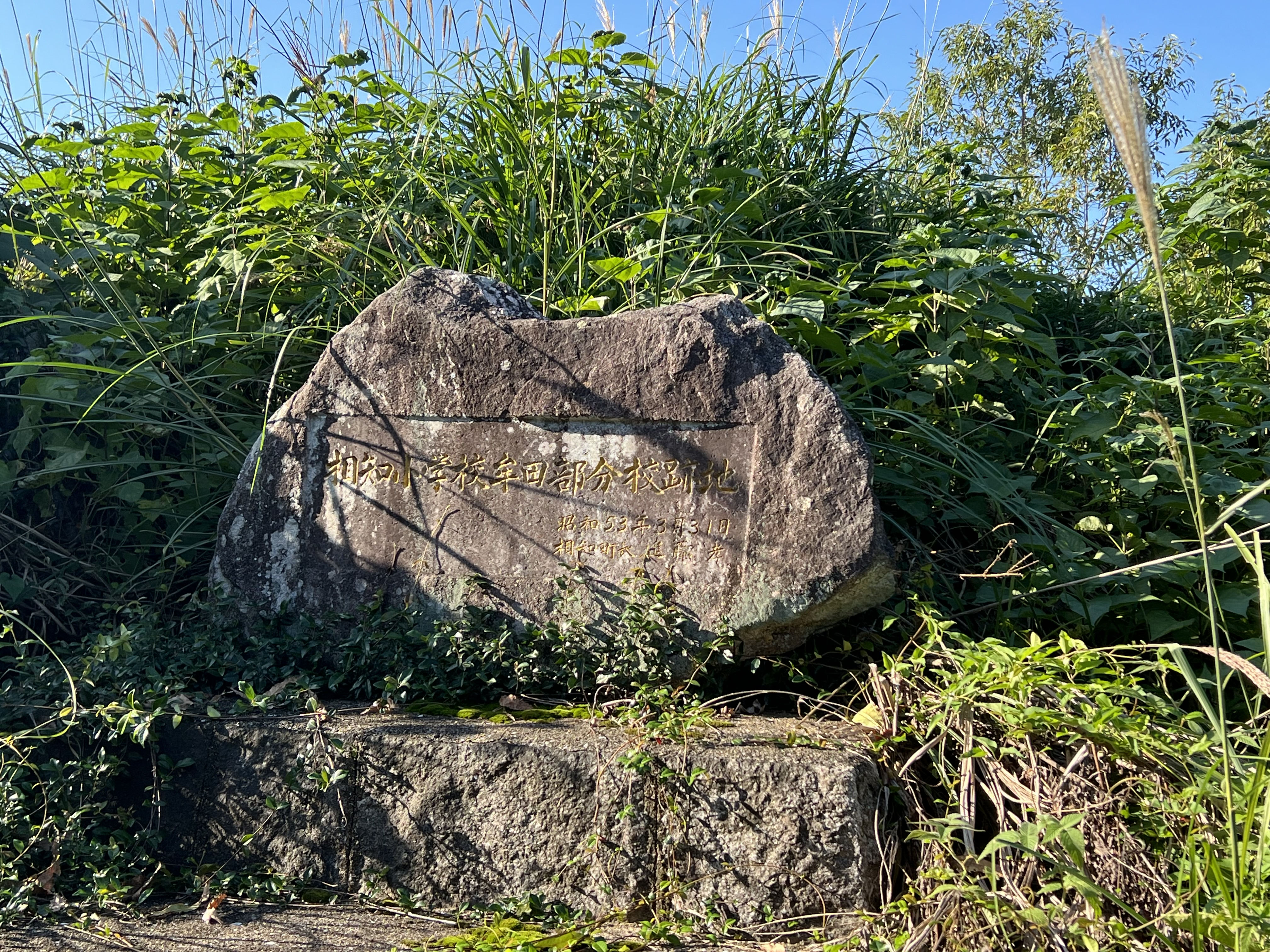
旧・牟田部分校跡を表す碑

- 1876年（明治9年）8月 - 大字牟田部41番地に「牟田部小学校」が創立。下等・上等小学科を教授。
- 1882年（明治15年）7月 - 統合により、「相知小学校 牟田部分校」となる。初等科・中等科を教授。
- 1887年（明治20年）4月 - 「尋常相知小学校 牟田部分校」に改称。尋常科を教授。
- 1892年（明治25年）4月 - 「牟田部尋常小学校」として独立。
- 1898年（明治31年）4月 - 統合により、「相知尋常高等小学校 尋常部 牟田部分校」となる。
- 1901年（明治34年）4月 - 「相知尋常高等小学校 尋常部 牟田部分教場」となる。尋常科3年生までを収容。
- 1902年（明治35年）3月 - 校舎を新築。
- 1922年（大正11年）4月 - 尋常科4年生までを収容。
- 1929年（昭和4年）2月 - 校地を拡張の上、校舎を建築。
- 1932年（昭和7年）4月 - 「相知尋常小学校 牟田部分教場」となる。
- 1941年（昭和16年）4月 - 「相知国民学校 牟田部分教場」となる。
- 1947年（昭和22年）4月 - 「相知町立相知小学校 牟田部分校」となる。
- 1951年（昭和26年）10月 - 教室を増築。
- 1956年（昭和31年）7月 - 教室を増築。
- 1970年（昭和45年）3月 - プールが完成。
- 1975年（昭和50年）9月 - 創立100年を迎える。
- 1977年（昭和52年）3月31日 - 閉校。
  - 最終所在地 - 佐賀県東松浦郡相知町牟田部（北緯33度22分20.5秒 東経129度59分39.5秒 / 北緯33.372361度 東経129.994306度）
  - 現在は牟田部公民館として利用されている。
  - 周辺 九州旅客鉄道 唐津線 「本牟田部駅」

## 交通
最寄りの鉄道駅
- JR九州 唐津線 「相知駅」

最寄りのバス停留所
- 昭和バス 「相知市民センター前」停留所

最寄りの幹線道路
- 国道203号
- 佐賀県道259号平山相知線

## 周辺
- 唐津市役所 相知市民センター（旧・相知支所、旧・相知町役場）
- 相知浦の川スポーツセンター
- 唐津市相知図書館
- 唐津市社会福祉協議会相知支所
- 唐津警察署相知警察官駐在所
- 唐津信用金庫相知支店
- 唐津市立相知中学校
- 唐津市相知庭球場
- 村田英雄記念館（2025年3月16日で閉館[8]）
- 熊野神社
- 妙音寺
- エレナ相知店
- 厳木川

## 参考資料
- 「相知町史 下巻」（相知町史編さん委員会, 1977年（昭和52年）3月発行）p.364～